# Ꙉ
Ꙉ, ꙉ – litera wczesnej cyrylicy. Wykorzystywana była w dawnym piśmiennictwie serbsko-chorwackim do oznaczania dźwięków [dʑ] oraz [tɕ] (dziś oddawanych odpowiednio przy pomocy liter đ/ђ i ć/ћ). Na bazie tej litery stworzono litery Ћ i Ђ.

## Kodowanie
| Znak                   | Ꙉ                             | Ꙉ                             | ꙉ                           | ꙉ                           |
| ---------------------- | ----------------------------- | ----------------------------- | --------------------------- | --------------------------- |
| Nazwa w Unikodzie      | cyrillic capital letter djerv | cyrillic capital letter djerv | cyrillic small letter djerv | cyrillic small letter djerv |
| Kodowanie              | dziesiątkowo                  | szesnastkowo                  | dziesiątkowo                | szesnastkowo                |
| Unicode                | 42568                         | U+A648                        | 42569                       | U+A649                      |
| UTF-8                  | 234 153 136                   | ea 99 88                      | 234 153 137                 | ea 99 89                    |
| Odwołania znakowe SGML | &#42568;                      | &#xA648;                      | &#42569;                    | &#xA649;                    |